# Comuna Šenkovec, Međimurje
Šenkovec este o comună în cantonul Međimurje, Croația, având o populație de 2.879 de locuitori (2011).

## Demografie
Componența etnică a comunei Šenkovec
     Croați (99,24%)
     Necunoscut (0,03%)
     Neclasificat (0,56%)
Componența confesională a comunei Šenkovec
     Catolici (92,81%)
     Fără religie și atei (2,95%)
     Necunoscută (2,61%)
     Alte religii (1,63%)
Conform recensământului din 2011, comuna Šenkovec avea 2.879 de locuitori. Din punct de vedere etnic, majoritatea locuitorilor (99,24%) erau croați. Apartenența etnică nu este cunoscută în cazul a 0,03% din locuitori. Din punct de vedere confesional, majoritatea locuitorilor (92,81%) erau catolici, cu o minoritate de persoane fără religie și atei (2,95%). Pentru 2,61% din locuitori nu este cunoscută apartenența confesională.